# Hohenstein-Ernstthal
Hohenstein-Ernstthal település Németországban, azon belül Szászország tartományban. Lakosainak száma 13 937 fő (2023. december 31.).

## Népesség
A település népességének változása:
| Lakosok száma | 14 866 | 14 686 | 14 607 | 14 164 | 14 092 | 13 937 |
|               | 2015   | 2017   | 2019   | 2021   | 2022   | 2023   |